# Distrito de Cova-Lima

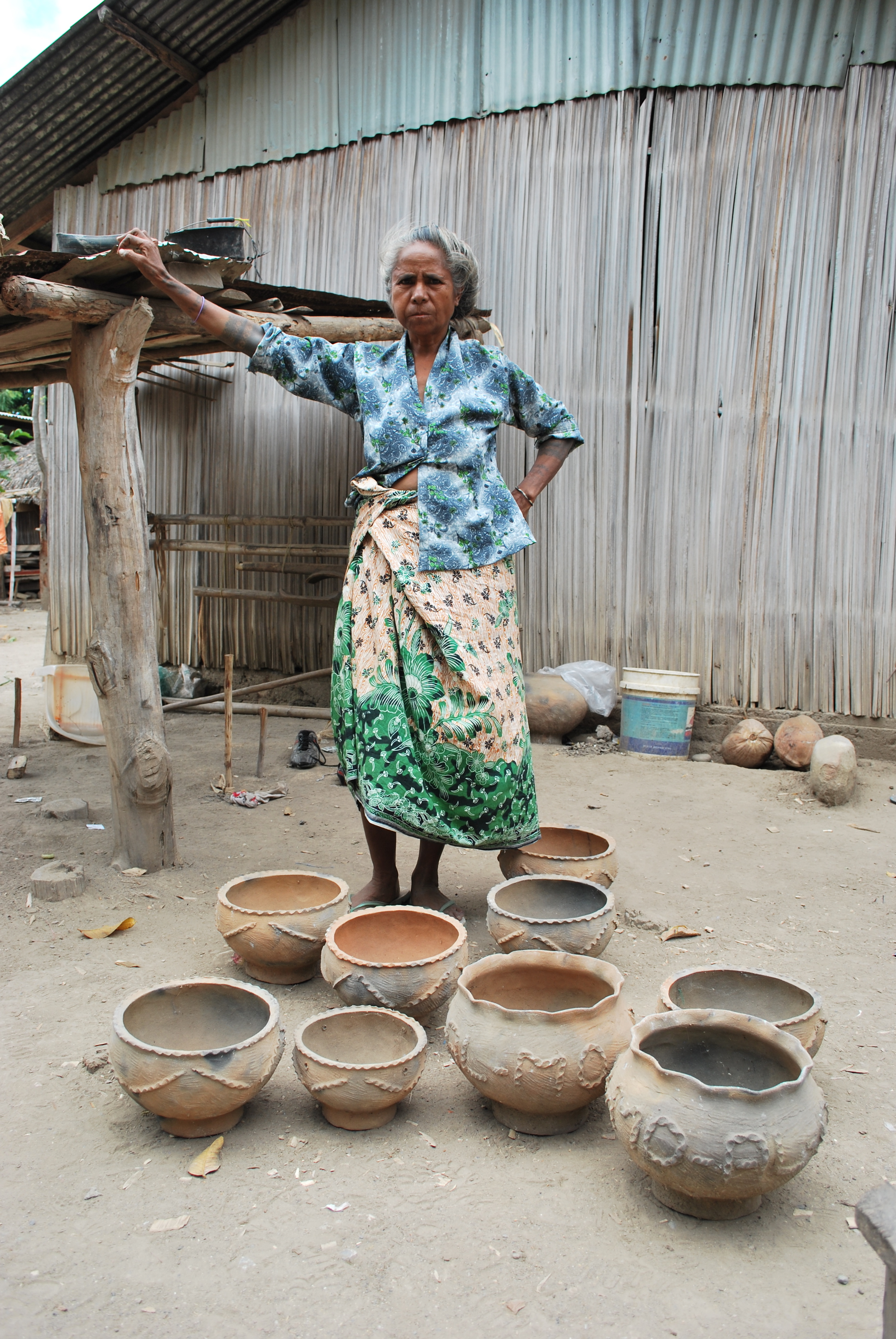
Cerámica en Cova-Lima.

Cova Lima es uno de los 13 distritos administrativos de Timor Oriental, localizado en la zona occidental del país, junto a la frontera con Indonesia. Posee 55.941 habitantes (Censo de 2004) y un área de 1226 km². Su capital es la ciudad de Suai que está a 138 km al sudoeste de Dili, la capital del país.
El distrito de Cova Lima es idéntico al concejo del mismo nombre en la época del Timor Portugués e incluye los subdistritos de Fatululique (Fatululic), Fatumean, Fuorém (Fohorem), Mape-Zumulai, Maucatar, Suai y Tilomar.
- Datos: Q165575
- Multimedia: Cova Lima / Q165575